# Реформа швидкої (екстреної) медичної допомоги в Україні з 2016 року
Реформа екстреної медичної допомоги в Україні з 2016 року (Реформа швидкої допомоги в Україні з 2016 року) — заходи Міністерства охорони здоров'я 2016, 2017 та 2018 років під керівництвом Уляни Супрун для більш якісного та своєчасного надання екстреної медичної допомоги. Вони є частиною медичної реформи.

## Системи екстреної медичної допомоги

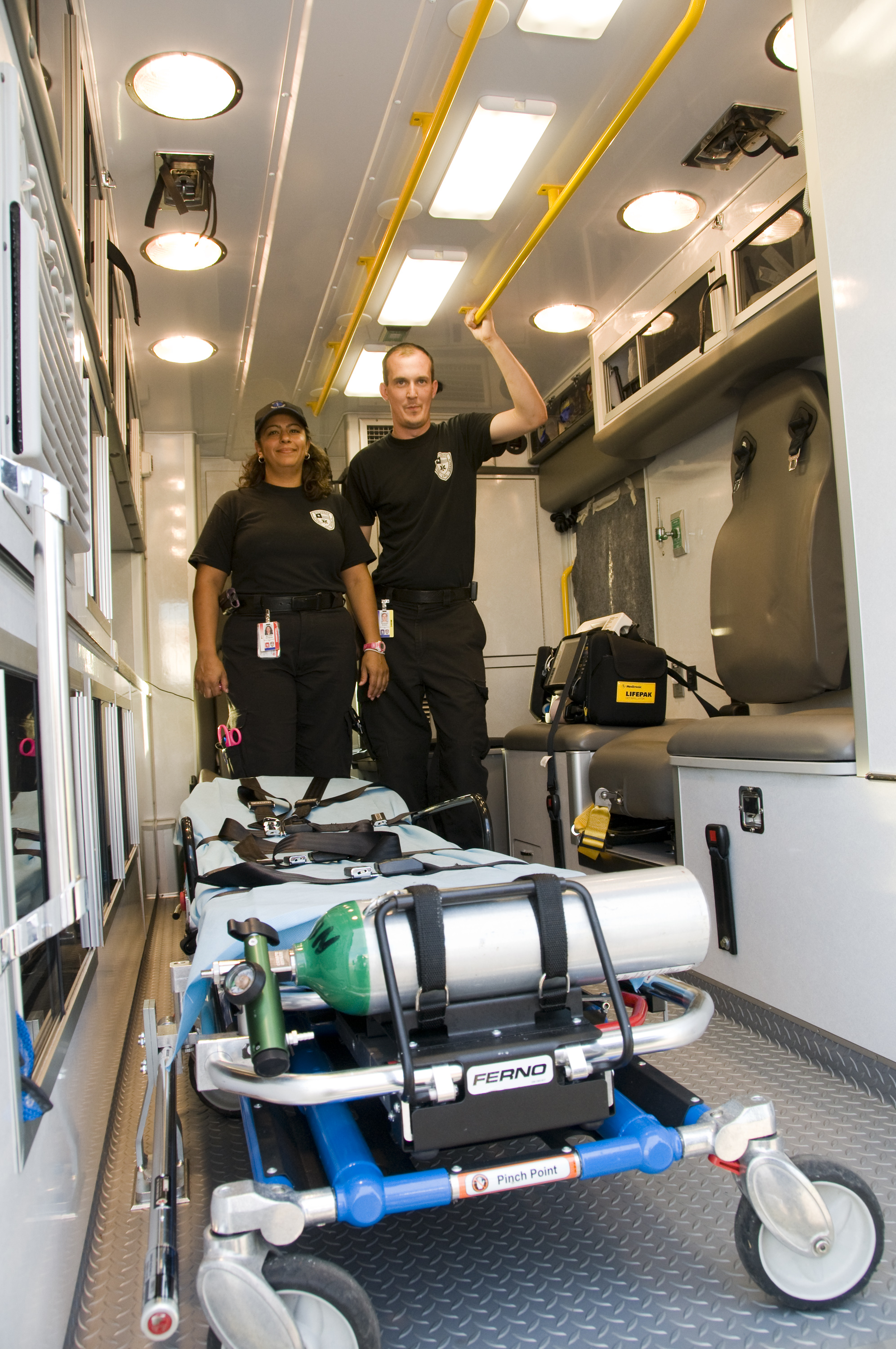
Парамедики в Техасі

У світі існує дві основні системи екстреної медичної допомоги:
- німецько-французька, де екстрену медичну допомогу на догоспітальному етапі надають лікарі,
- англо-американська, де допомогу надають екстрені медичні техніки різного рівня, у тому числі парамедики[2].

Часто в більшості країн для забезпечення ефективної догоспітальної допомоги, залишаючись в межах бюджету та потенціалу існуючої інфраструктури, проводяться компромісні рішення. У самих країнах, звідки походять ці моделі, вони змінились в бік ефективного надання медичної допомоги.
У кількох штатах США на окремі важкі випадки можуть приїжджати лікарі. Лікарі, які спеціалізуються на невідкладних станах, також працюють на повітряній екстреній медичній допомозі Об'єднаного королівства та Австралії. 
У Німеччині зараз лікарі виїжджають не на всі виклики. Частина викликів може повністю обслуговуватись лише німецьким аналогом парамедиків (нім. Rettungsassistent), у інших випадках лікар приїжджає окремо, надає лише консультацію чи допомогу, а пацієнта транспортує бригада без лікаря.

## Загальна інформація

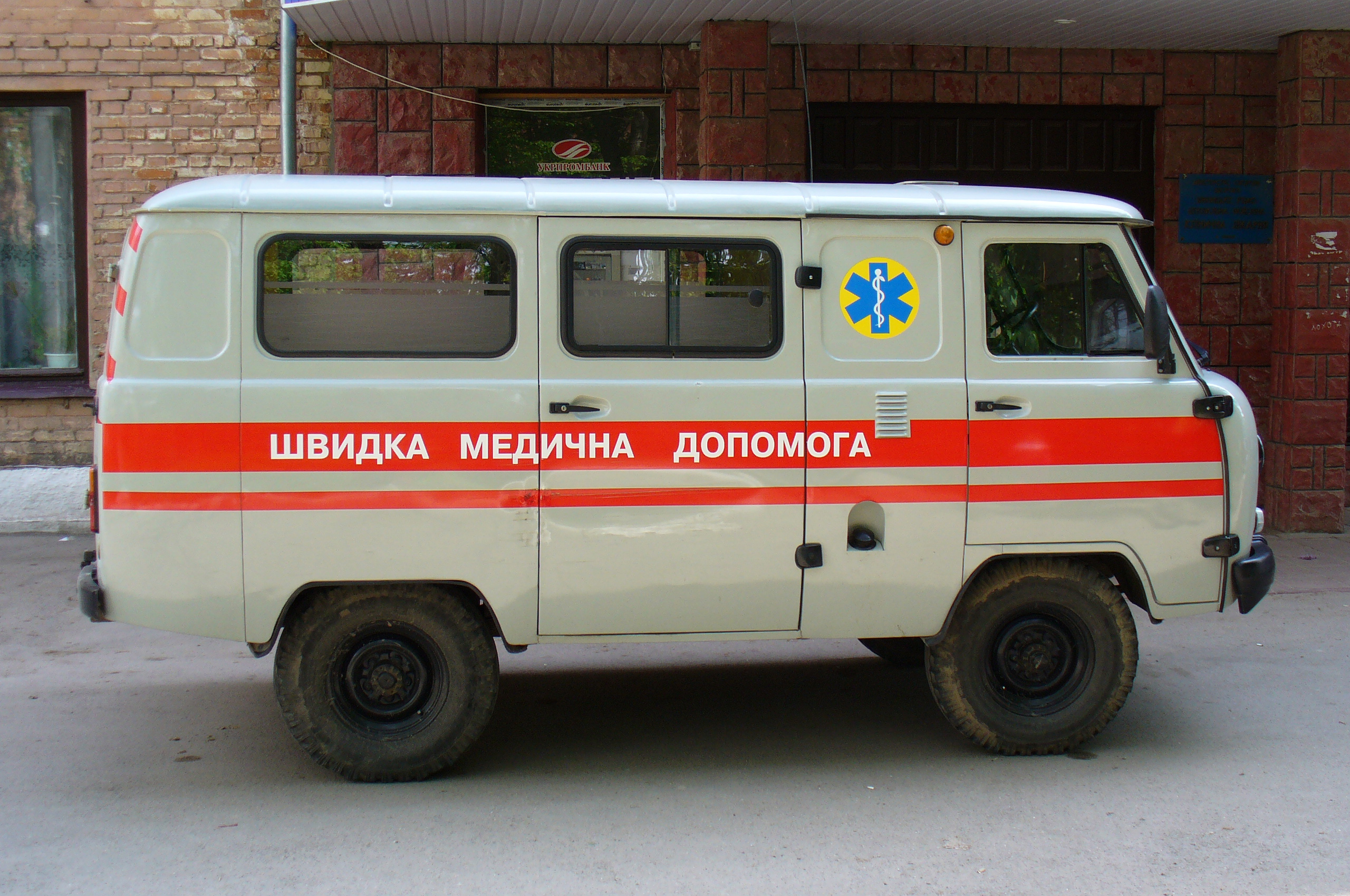
Автомобіль екстреної медичної допомоги, модифікація УАЗ-3962.

В Україні бракує близько третини бригад екстреної медичної допомоги. Багато лікарів передпенсійного віку. У той же час молодих лікарів на роботу у цю галузь приходить мало. Частина автомобілів недоукомплектовані. Також не вистачає і самих машин. Транспорт та медична техніка в середньому на 60-70 % застарілі, фізично зношені та потребують заміни. У деяких бригадах працює персонал без належної освіти, зокрема санітарки.
50 років тому у США була подібна проблема. Національна академія наук США у 1966 році випустила звіт «Випадкова смерть та інвалідність: знехтуване захворювання сучасного суспільства» («Біла книга»), який вважається орієнтиром у розвитку системи екстреної медичної допомоги в США. Відповідно до нього стандарти, за якими працювали служби екстреної медичної допомоги, були різними і «часто низькими»; «більшість машин швидкої допомоги, що використовуються в цій країні, непридатні, мають неповне … обладнання, неадекватні запаси, а також обслуговуються недосвідченими працівниками».

Цей звіт призвів до розробки та впровадження перших служб екстреної медичної допомоги та персоналу, вимоги до яких визначались на федеральному рівні. Реформи, започатковані виданням цієї «Білої книги», сприяли тому, що парамедики та екстрені медичні техніки почали надавати якісну допомогу як на місці події, так під час транспортування.
Активне реформування екстреної медичної допомоги розпочато після призначення на пост керівника МОЗ Уляни Супрун.
Основними напрямками реформи є:
- покращення навчання немедичних працівників;
- стандартизація медичної допомоги за принципами доказової медицини;
- впровадження ЕМТ та парамедиків;
- навчання персоналу відповідно до нових програм;
- покращення роботи диспетчерських;
- створення відділень екстреної медичної допомоги[10].

2 січня 2018 року, згідно з Наказом МОЗ України № 4, було створено Державне підприємство «Агенція екстреної медицини».
Підприємство утворено з метою сприяння здійсненню державної політики у сфері охорони здоров’я, що передбачає стандартизацію роботи системи екстреної медичної допомоги, контроль рівня знань медичного та немедичного персоналу системи екстреної медичної допомоги, регулювання процесу навчання та підвищення кваліфікації працівників системи екстреної медичної допомоги та осіб, які зобов’язані надавати домедичну допомогу.
Відповідно до статуту, предметом діяльності Підприємства є:
1)	стандартизація надання домедичної та екстреної медичної допомоги;
2)	проведення досліджень з проблем екстреної медичної допомоги;
3)	організаційно-методична допомога щодо функціонування системи екстреної медичної допомоги;
4)	проведення аналізу роботи системи екстреної медичної допомоги та надання пропозицій щодо її удосконалення;
5)	розробка інтелектуальних систем управління електронними базами даних;
6)	розробка нормативно-технічної документації для створення та функціонування автоматизованих систем ведення електронних баз даних тощо.
Реформування екстреної медичної допомоги передбачено середньостроковим планом пріоритетних дій Уряду до 2020 року, затвердженим розпорядженням Кабінету Міністрів України від 3 квітня 2017 року № 275-р.

## Покращення навчання немедичних працівників
Для покращення виживання від попереджуваних причин смерті слід максимально наблизити допомогу до хворого або постраждалого. Слід зміцнити увесь ланцюг виживання.
В Україні є наступні рівні надання допомоги догоспітальної допомоги:
- Особи, зобов'язані надавати домедичну допомогу (відповідник міжнародного терміна[15] «Екстрений медичний реагувальник»)
- Екстрені медичні техніки
- Парамедики
- Лікарі медицини невідкладних станів[16].

Згідно із Законом України «Про екстрену медичну допомогу» особами, що зобов'язані надавати домедичну допомогу людині у невідкладному стані, є: 
- рятувальники аварійно-рятувальних служб;
- працівники державної пожежної охорони;
- поліцейські, фармацевтичні працівники;
- провідники пасажирських вагонів;
- бортпровідники;
- інші особи, які не мають медичної освіти, але за своїми службовими обов'язками повинні володіти практичними навичками надання домедичної допомоги[16][17].

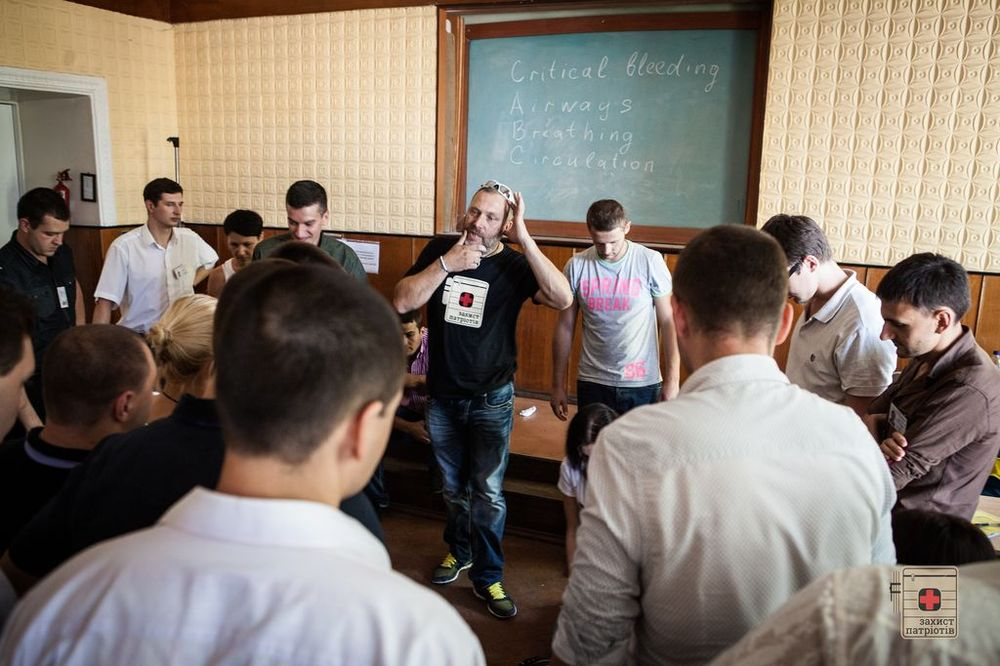
Навчання інструкторами Захисту Патріотів патрульних поліцейських домедичній допомозі.

Також відповідно до статті 18 Закону України «Про Національну поліцію» поліцейські зобов'язані надавати невідкладну, зокрема домедичну і медичну, допомогу особам, які постраждали внаслідок правопорушень, нещасних випадків, а також особам, які опинилися в безпорадному стані або стані, небезпечному для їхнього життя чи здоров'я.
Порядок підготовки осіб, що зобов'язані надавати домедичну допомогу визначено постановою Кабінету Міністрів України № 1115 від 21 листопада 2012 року.
Міністерство охорони здоров'я України наказом від 29 березня 2017 року № 346 «Про удосконалення підготовки з надання домедичної допомоги осіб, які не мають медичної освіти» затвердило нові навчальні програми для підготовки таких осіб.
Також МОЗ України ввело дві нові спеціальності інструкторів з викладання навичок допомоги:
- інструктор з надання догоспітальної допомоги,
- інструктор з надання першої допомоги[23].

Це дозволить стандартизувати викладання відповідних рівнів допомоги та охопити навчанням більшу кількість людей.
Для ефективного надання допомоги МОЗ також змінює склад автомобільної аптечки. В Україні на дорогах щодня трапляється близько 554 аварій. Смертність тут вища ніж у інших європейських країнах. У той же час склад аптечок не змінювали 20 років. Перелік нових аптечок складений відповідно до європейського досвіду. У необхідний мінімум входять лише засоби, що можуть допомогти врятувати життя постраждалих. При цьому не забороняється доповнювати аптечки власними лікарськими засобами.

## Стандартизація медичної допомоги

### Нові клінічні протоколи
Дослідження Офісу ефективного регулювання показало, що українське інформаційне поле засмічене — близько 35 % актів застарілі, неактуальні та неефективні.
28 квітня 2017 набув чинності наказ МОЗ України № 1422 від 29 грудня 2016 року. Він дозволяє українським лікарям використовувати у своїй роботі міжнародні клінічні протоколи і відповідно надавати допомогу по світовим стандартам.
До цього клінічні протоколи розроблялись на основі методики адаптації міжнародних клінічних настанов. Починаючи з 2012 року створено лише 123 уніфіковані протоколи. У деяких випадках вони розроблялись на базі клінічного досвіду членів групи. Їх частина створена на старій доказовій базі. Окрім того українські уніфіковані клінічні протоколи можуть містити торгові назви певних препаратів. Це призводило до лобіювання відповідних фармиробників.
Цим наказом також було відмінено необхідність впровадження локальних клінічних протоколів. Раніше кожен лікувальний заклад змушений був розробляти такі документи. Часто вони базувались на джерелах інформації різної давнини та на клінічному досвіді розробника. При цьому юридично вони були значно вагоміші ніж будь-які світові настанови. МОЗ дозволило кожному закладу проводити переклад міжнародних протоколів, що ґрунтуються на доказовій медицині. При цьому визначено чіткий перелік міжнародних джерел для такого перекладу та затвердження.

### HeRAMS Ukraine

Мапа HeRAMS Ємену — кількість закладів охорони здоров'я на 1 тис. населення.

Із осені 2017 ВООЗ у співпраці із Міністерством охорони здоров'я України запущено проект «HeRAMS Ukraine».
HeRAMS (англ. Health Resources Availability Mapping System) — електронна система моніторингу медичних ресурсів. Це інструмент ВООЗ для стандартизації та оцінки доступності медичних послуг у різних країнах. Його використовують для розробки варіантів екстреного реагування. 
На певній території збирається інформація по чотирьох основних напрямках: заклади охорони здоров'я, ресурси для надання послуг, наявність медичних послуг у певних сферах, причини відсутності медичних послуг. На основі отриманих даних робляться аналітичні звіти та розробляються можливі заходи для покращення ситуації. Можливе проведення періодичного моніторингу.
Систему випробувано і вона показала хороші результати у Судані, Центральноафриканській Республіці, Фіджі, Малі, Нігерії, Філіппінах, Сирійській Арабській Республіці та Ємені. Завдяки їй керівники охорони здоров'я змогли оцінити наявні ресурси та спрямовувати дії в правильному напрямку.
Спочатку оцінка буде проводитись лише на території Донецької та Луганської областей.

### Військова екстрена медицина
5 січня 2017 року МОЗ наказом № 6 затвердило сучасні військову аптечку, військову автомобільну аптечку та наплічники для санітарів та санітарних інструкторів. Їх склад відповідає стандартам розвинутих країн, зокрема і НАТО. З цими засобами військовослужбовець може допомогти при найчастіших екстрених ситуаціях. Вони передусім націлені на порятунок від тих причин смерті, які можна попередити.
МОЗ спільно з Міністерством оборони України опрацювали наказ по медичному забезпеченню Збройних сил на рівні до госпіталів. Були визначені лікарські засоби з доказовою базою. Фахівці виключили препарати, що не мають доведеної ефективності. У кожному медичному пункті чи військовій частині буде однакове обладнання та ліки, яким можна буде надати якісну медичну допомогу.
У багатьох лікарнях Луганської та Донецької областей не вистачає лікарів, фельдшерів та медсестер. Для покращення ситуації наказом МОЗ дозволено медикам-волонтерам працювати там. Це може врятувати життя та здоров'я не лише місцевого населення, але й військових, які періодично потрапляють у цивільні лікарні.

### Інше
Також важливими є розроблення та створення стандартів для інструкторських центрів, створення системи акредитації зазначених центрів, сертифікації інструкторів з надання домедичної допомоги.

## Впровадження ЕМТ та парамедиків

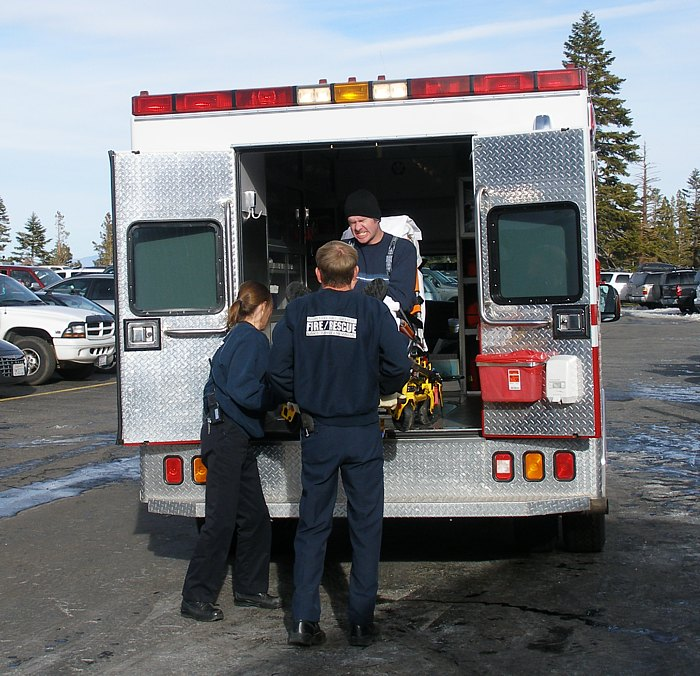
Екстрені медичні техніки завантажують пораненого лижника у автомобіль швидкої допомоги.

За рекомендацією Всесвітньої організації охорони здоров'я Україна впроваджує близьку до англо-американської систему надання екстерної медичної допомоги.
2017 року МОЗ України ввело дві спеціальності — парамедика та екстреного медичного техніка.
Парамедик — особа з рівнем освіти не нижче молодшого бакалавра галузі знань «Охорона здоров'я» та відповідною спеціалізацією (термін навчання 3 роки для осіб з повною середньою освітою, 4 — з неповною). Кваліфікаційні вимоги до парамедика вищі, ніж до фельдшера. Програма навчання парамедиків більше скерована на надання екстреної медичної допомоги. У них більш розширені вимоги до професійних умінь та навичок у цій сфері. За вересня 2018 року буде перший набір на цю спеціальність у медичних навчальних закладах.
Введення парамедиків стосується лише фельдшерів зі складу бригад екстреної (швидкої) допомоги. На ФАПах (фельдшерсько-акушерських пунктах) чи у інших місцях фельдшери продовжують працювати.
Екстрені медичні техніки з часом замінять водії автомобілів швидкої допомоги. За тривалістю навчання та навичками спеціальність відповідає рівню ЕМТ-В, поширеному у багатьох країнах.
Мінімальними вимогами до екстреного медичного техніка в Україні є:
- повна загальна середня освіта та підготовка за професією «Екстрений медичний технік»;
- наявність сертифіката про проходження навчання за програмою підготовки за професією «Екстрений медичний технік»;
- посвідчення водія відповідної категорії для керування автомобілем[23].

Фельдшери, що працюють у бригадах екстреної медичної допомоги, зможуть стати парамедиками, пройшовши підвищення кваліфікації до рівня парамедика. На проходження тренування та сертифікацію фельдшерів екстреної медичної допомоги до рівня парамедиків,водіїв — до рівня екстрених медичних техніків Міністерство охорони здоров'я визначило перехідний 5-річний період. До цього часу вони можуть працювати у складі бригад.
Водії екстреної допомоги після проходження навчання зможуть надалі працювати екстреними медичними техніками. Проте екстрений медичний технік матиме відповідні навички аби допомагати парамедику в наданні допомоги.
На перехідний період у бригадах також будуть надалі працювати лікарі медицини невікладних станів. Для отримання сертифіката спеціаліста лікарю слід вчитись 6 років у медичному вузі та 1,5 року проходити інтернатуру. Проте на даний момент лікарі часто їздять на виклики, які не відповідають їх високій кваліфікації. Після закінчення перехідного періоду лікарів будуть залучати лише на окремі важкі випадки, як це відбувається у багатьох розвинутих країнах. Більшість з них перейде працювати у відділення екстреної допомоги лікувальних закладів. Там у лікаря більше можливостей використати свої знання та навички.
|                                                                                            | Екстрений медичний реагувальник | Екстрений медичний технік           | Парамедик                                                          |
| ------------------------------------------------------------------------------------------ | ------------------------------- | ----------------------------------- | ------------------------------------------------------------------ |
| Тривалість навчання                                                                        | кілька тижнів                   | близько місяця                      | 3-4 роки                                                           |
| Місце роботи                                                                               | ДСНС, Національна поліція, тощо | бригади екстреної медичної допомоги | бригади екстреної медичної допомоги, відділення екстреної допомоги |
| Компетенції                                                                                |                                 |                                     |                                                                    |
| Зупинка кровотечі                                                                          |                                 |                                     |                                                                    |
| Прямий тиск                                                                                | Purple tick                     | Purple tick                         | Purple tick                                                        |
| Тиснуча пов'язка                                                                           | Purple tick                     | Purple tick                         | Purple tick                                                        |
| Накладання джгута                                                                          | Purple tick                     | Purple tick                         | Purple tick                                                        |
| Дихальні шляхи                                                                             |                                 |                                     |                                                                    |
| Прийом Геймліха                                                                            | Purple tick                     | Purple tick                         | Purple tick                                                        |
| Закидання голови — виведення підборіддя                                                    | Purple tick                     | Purple tick                         | Purple tick                                                        |
| Перевірка прохідності дихальних шляхів                                                     | Purple tick                     | Purple tick                         | Purple tick                                                        |
| Маневр Селіка                                                                              | Purple tick                     | Purple tick                         | Purple tick                                                        |
| Ручне очищення верхніх дихальних шляхів                                                    | Purple tick                     | Purple tick                         | Purple tick                                                        |
| Постановка назофарингеального повітроводу                                                  | Purple tick                     | Purple tick                         | Purple tick                                                        |
| Постановка орофаригеальгого повітроводу                                                    | Purple tick                     | Purple tick                         | Purple tick                                                        |
| Очищення дихальних шляхів за допомогою відсмоктувача                                       |                                 | Purple tick                         | Purple tick                                                        |
| Постановка ларингеальної маски / ларингеальної трубки                                      |                                 | Асистування                         | Purple tick                                                        |
| Інтубація трахеї                                                                           |                                 | Асистування                         | Purple tick                                                        |
| Хірургічне відновлення прохідності дихальних шляхів                                        |                                 | Асистування                         | Purple tick                                                        |
| Видалення стороннього тіла методом ларингоскопії з використанням щипців Маггіла            |                                 | Асистування                         | Purple tick                                                        |
| Дихання                                                                                    |                                 |                                     |                                                                    |
| Використання кисневої маски та назальної канюлі                                            | Purple tick                     | Purple tick                         | Purple tick                                                        |
| Штучна вентиляція легень за допомогою плівки-клапана чи кишенькової маски                  | Purple tick                     | Purple tick                         | Purple tick                                                        |
| Використання мішка типу Амбу/ручна вентиляція                                              | Purple tick                     | Purple tick                         | Purple tick                                                        |
| Апаратна штучна вентиляція легень з ручним тригером                                        |                                 | Моніторинг / асистування            | Purple tick                                                        |
| Апаратна штучна вентиляція легень в автоматичному режимі                                   |                                 | Моніторинг / асистування            | Purple tick                                                        |
| Капнографія                                                                                |                                 |                                     | Purple tick                                                        |
| Голкова декомпресія напруженого пневмотораксу                                              |                                 |                                     | Purple tick                                                        |
| Торакальний дренаж                                                                         |                                 |                                     | Моніторинг                                                         |
| Кровообіг                                                                                  |                                 |                                     |                                                                    |
| Вимірювання пульсу                                                                         | Purple tick                     | Purple tick                         | Purple tick                                                        |
| Мануальна серцево-легенева реанімація, у тому числі дитяча                                 | Purple tick                     | Purple tick                         | Purple tick                                                        |
| Непрямий масаж серця із використанням допоміжних пристроїв                                 |                                 | Асистування                         | Purple tick                                                        |
| Дефібриляція в автоматичному режимі                                                        | Purple tick                     | Purple tick                         | Purple tick                                                        |
| Дефібриляція в ручному режимі                                                              |                                 | Асистування                         | Purple tick                                                        |
| Кардіоверсія                                                                               |                                 | Асистування                         | Purple tick                                                        |
| Постановка черезшкірного водія ритму                                                       |                                 | Асистування                         | Purple tick                                                        |
| Масаж каротидного синусу                                                                   |                                 |                                     | Purple tick                                                        |
| Забезпечення периферичного внутрішньовенного доступу                                       |                                 | Асистування                         | Purple tick                                                        |
| Забезпечення внутрішньокісткового доступу                                                  |                                 | Асистування                         | Purple tick                                                        |
| Апаратні дослідження                                                                       |                                 |                                     |                                                                    |
| Ручне вимірювання артеріального тиску                                                      | Purple tick                     | Purple tick                         | Purple tick                                                        |
| Апаратне вимірювання артеріального тиску                                                   | Purple tick                     | Purple tick                         | Purple tick                                                        |
| Пульсоксиметрія                                                                            |                                 | Purple tick                         | Purple tick                                                        |
| Вимірювання рівня глюкози глюкометром                                                      |                                 | Purple tick                         | Purple tick                                                        |
| Підключення електродів 3-х, 4-х та 12-ти контактного електрокардіографа або кардіомонітора |                                 | Асистування                         | Purple tick                                                        |
| Часткова інтерпретація даних електрокардіограми                                            |                                 |                                     | Purple tick                                                        |
| Забір крові на аналіз                                                                      |                                 |                                     | Purple tick                                                        |
| Застосування лікарських засобів                                                            |                                 |                                     |                                                                    |
| Фіксована доза в автоінжекторі                                                             | Purple tick                     | Purple tick                         | Purple tick                                                        |
| Допомога пацієнту прийняти медикаменти                                                     | Purple tick                     | Purple tick                         | Purple tick                                                        |
| Введення ліків                                                                             |                                 |                                     |                                                                    |
| — інгаляційно                                                                              | Допомога пацієнту               | Допомога пацієнту                   | Purple tick                                                        |
| — перорально                                                                               | Допомога пацієнту               | Допомога пацієнту                   | Purple tick                                                        |
| — назально                                                                                 | Допомога пацієнту               | Допомога пацієнту                   | Purple tick                                                        |
| — ректально                                                                                |                                 | Асистування                         | Purple tick                                                        |
| — внутрішньовенно                                                                          |                                 | Моніторинг                          | Purple tick                                                        |
| — внутрішньокістково                                                                       |                                 | Моніторинг                          | Purple tick                                                        |
| Контроль центрального венозного доступу                                                    |                                 |                                     | Моніторинг                                                         |
| Інше                                                                                       |                                 |                                     |                                                                    |
| Екстрена евакуація пацієнтів                                                               | Purple tick                     | Purple tick                         | Purple tick                                                        |
| Переміщення пацієнтів                                                                      | Purple tick                     | Purple tick                         | Purple tick                                                        |
| Мануальна стабілізація шийного відділу хребта                                              | Purple tick                     | Purple tick                         | Purple tick                                                        |
| Використання шийного комірця                                                               | Purple tick                     | Purple tick                         | Purple tick                                                        |
| Мануальна стабілізація кінцівок                                                            | Purple tick                     | Purple tick                         | Purple tick                                                        |
| Тракція кінцівок                                                                           |                                 | Асистування                         | Purple tick                                                        |
| Допомога при пологах                                                                       | Purple tick                     | Purple tick                         | Purple tick                                                        |
| Допомога при ускладнених пологах                                                           |                                 | Асистування                         | Purple tick                                                        |

## Навчання персоналу відповідно до нових програм

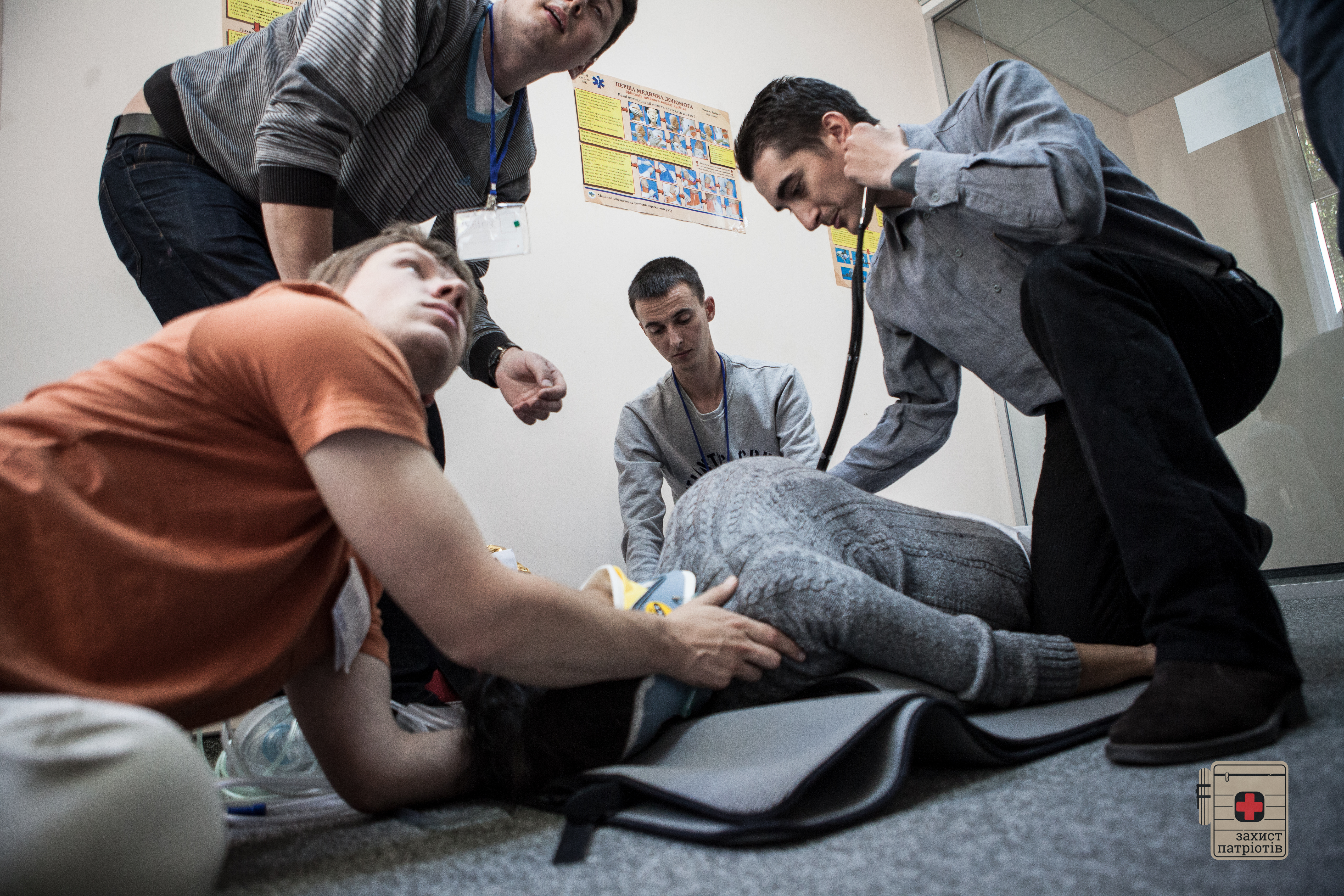
Навчання сучасних принципів надання допомоги під час травми. Фото Захисту Патріотів.

За участі британських та американських лікарів розроблено програму шестиденного навчального курсу «Підтримка життя під час травми. Українська програма». Вона розрахована на підвищення кваліфікації лікарів, що надають екстрену медичну допомогу травмованим: лікарів-хірургів, лікарів-анестезіологів, лікарів ортопедів-травматологів, лікарів медицини невідкладних станів, тощо.
У програмі враховано основні вимоги відповідних міжнародних аналогів, таких як «PHTLS», «ALS», «ATLS». Курс складається з семінарів, практичних станцій та симуляцій. Він покликаний систематизувати підхід до травмованих, відпрацювати командну роботу та навички ефективної комунікації.
У жовтні 2017 року на засіданні вченої ради Національної медичної академії післядипломної освіти імені П. Л. Шупика було обговорено і затверджено навчальний план і програму виїзного навчально-тренувального циклу тематичного удосконалення: «Підтримка життя під час травми. Українська програма».

## Покращення роботи диспетчерських

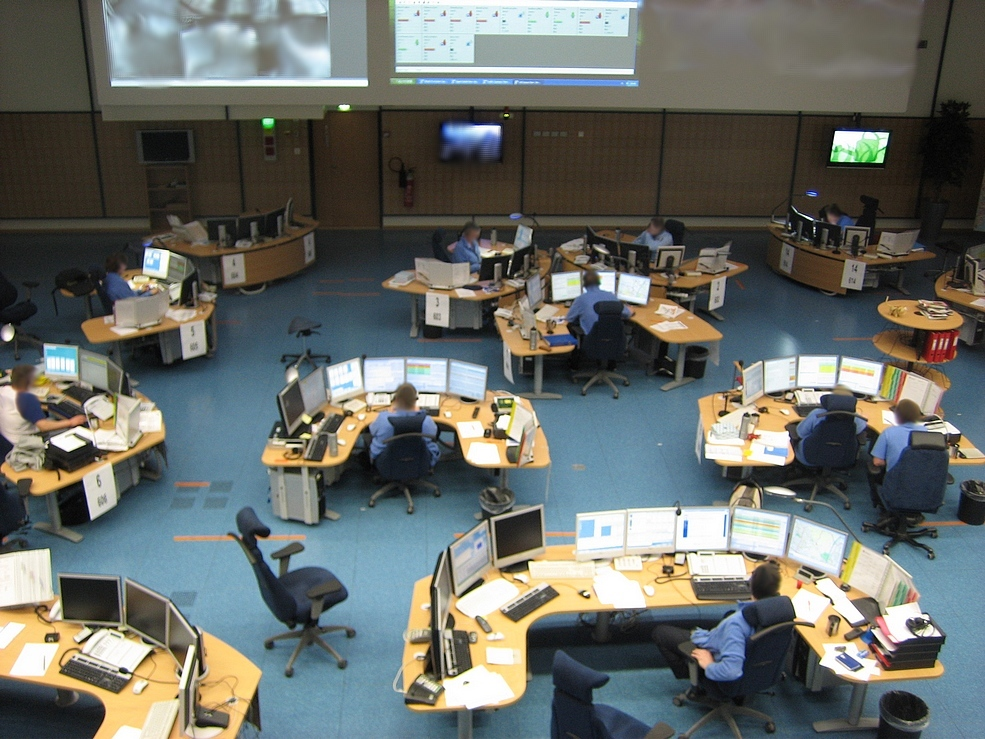
Диспетчерська екстреної допомоги у Фінляндії.

У більшості областей України виклики приймають на станціях екстреної медичної допомоги окремого району та координують бригади лише своєї станції. У деяких районах виклики приймають лікарі або молодші медсестри. Відповідно, якщо у сусідньому районі поряд з місцем випадку навіть буде автомобіль екстреної допомоги, він туди не поїде. Централізовані диспетчерські, які б приймали виклики та координували бригади усієї області є лише у кількох областях (Дніпропетровській, Харківській та Херсонській областях) та Києві.
З впровадженням сучасних централізованих диспетчерських виклик будуть приймати спеціально навчені диспетчери в обласному центрі. Диспетчери визначатимуть потребу виїзду на основі протоколів диспетчеризації. Також усі автомобілі екстреної медичної допомоги обладнають GPS-трекерами. Використання сучасної системи також дозволить відстежувати місце виклику. Відповідно диспетчер буде бачити на інтерактивній мапі розташування усіх бригад у режимі реального часу та місця викликів. Він зможе скерувати до хворого чи постраждалого найближчу бригаду, незалежно до якої станції вона належить. Це дозволить навіть при обмежених ресурсах надавати вчасну медичну допомогу.

## Створення відділень екстреної медичної допомоги

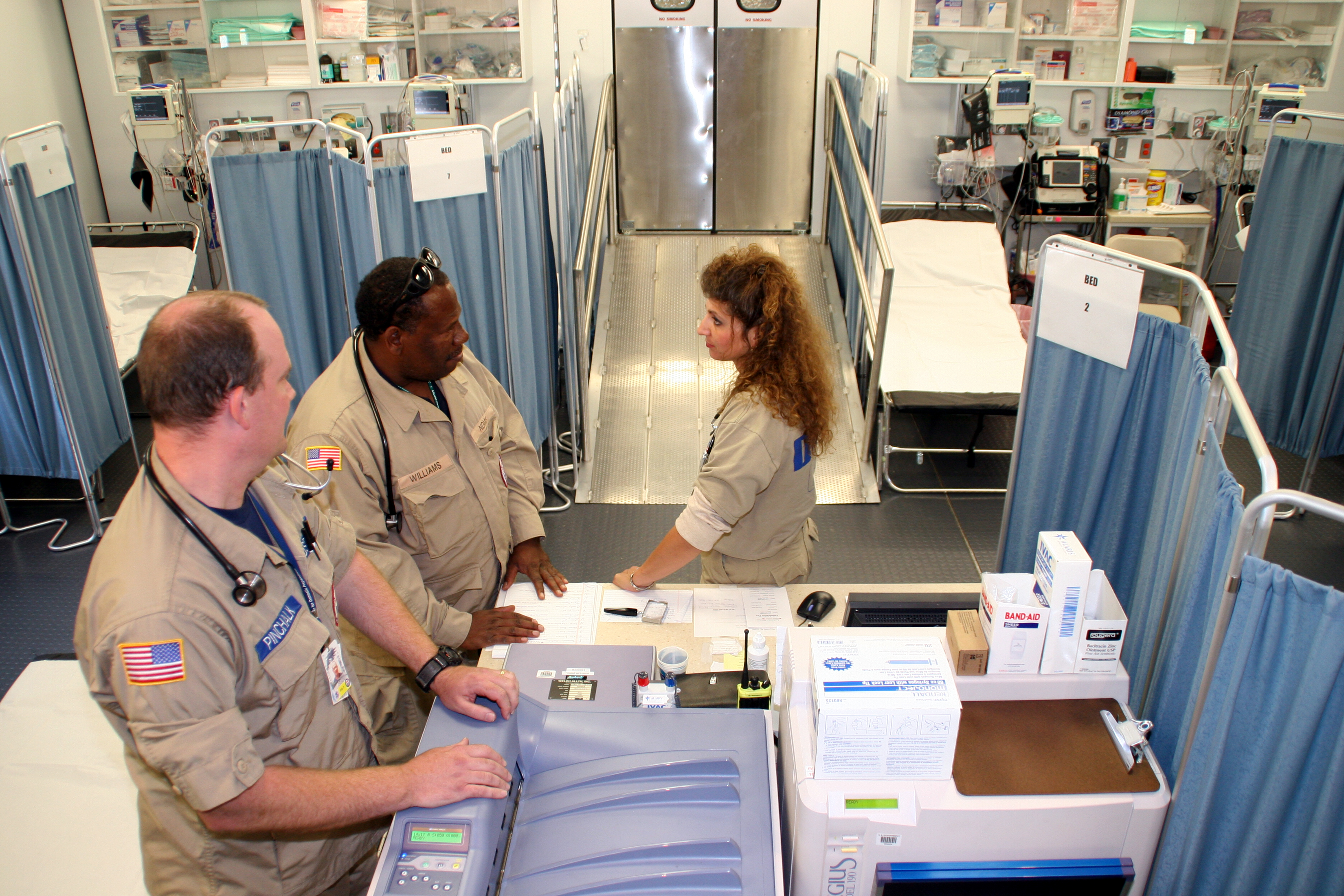
Відділення екстреної допомоги у США.

Відділення екстреної допомоги (англ. emergency department, ED) — відділення лікарні, де надається допомога при невідкладних станах пацієнтам з захворюваннями та травмами. Їх доставляють бригади екстреної медичної допомоги або вони звертаються самі. Тому відділення розміщено на першому, або іншому легкодоступному поверсі  лікувального закладу.
У відділеннях екстреної допомоги є ліжка для надання допомоги та спостереження. Пацієнт може перебувати певний обмежений період часу. Зазвичай до 24 годин. У випадку, коли стан критичний, життєві функції стабілізують у зоні ресусцитації (англ. resuscitation area). Після його переводять у операційну чи відділення інтенсивної терапії (реанімацію). 
Якщо допомогу можливо повністю надати в відділенні екстреної допомоги, пацієнта виписують додому. В іншому випадку його переводять в інше відділення лікарні чи інший лікувальний заклад.  
Це відділення слід відрізняти від приймальних відділень, де зазвичай немає ліжок для перебування пацієнтів та часто відсутні умови для надання якісної допомоги. У приймальних відділеннях може не бути лікаря, або чергувати по черзі лікарі різних спеціальностей. У відділеннях екстреної допомоги працюють спеціально підготовлені лікарі. Зазвичай це лікарі екстреної медицини (медицини невідкладних станів) або лікарі інших спеціальностей, що пройшли відповідну спеціалізацію.
Відповідно до реформування охорони здоров'я наявність відділення екстреної допомоги має бути стандартом для багатопрофільної лікарні, де надають допомогу при невідних випадках. Це дозволить наблизити якісну допомогу до пацієнта. У цих відділеннях мають працювати лікарі невідкладних станів. Так вони зможуть краще використати свої знання та навички для допомоги пацієнтам.

## Критика
З приводу екстреної допомоги у засобах масової інформації періодично з'являються виступи проти МОЗ України. Основні претензії стосуються кількох питань.
Найбільше критики стосується ідеї замінити фельдшерів на парамедиків. При цьому ЗМІ вказують на різну тривалість їх навчання – від кількох місяців до півроку. Проблема полягає в тому, що термін «парамедик» в різних країнах відповідає різному кваліфікаційному рівню. Залежно від країни або регіону в її межах, строк навчання осіб, яких називають парамедиками, коливається від 4 років до кількох місяців. Плутанині сприяє використання терміна «парамедик» у його загальному значенні, що спричиняє негативне ставлення до реформи в Україні.

В Україні парамедик — це медичний працівник з вищою освітою за ступенем не нижче молодшого бакалавра в галузі знань «Охорона здоров’я». Строк навчання у медичному коледжі триває не менше 3 років з особливою увагою на наданні медичної допомоги в системі екстреної допомоги.
У 2017 році російські та проросійські ЗМІ поширювали новини про звільнення усіх фельдшерів швидкої допомоги. Проте фельдшери та водії швидкої допомоги зможуть надалі працювати у складі бригад впродовж перехідного 5-річного періоду. За цей час фельдшери мають пройти кількамісячні курси підвищення кваліфікації, а водії — кількатижневі. Лікарі і надалі будуть залучатись до окремих викликів.
У кінці 2017 року також у окремих ЗМІ з'явились повідомлення, що швидка не буде виїжджати на виклики щодо серцевих нападів та високої температури у дітей.

Згідно із законодавством, звернення до екстреної допомоги поділяються на екстрені (загрожують життю) та неекстрені. На екстрені виклики повинні виїжджати бригади екстреної (швидкої) медичної допомоги, а на неекстрені — служба невідкладної допомоги (при поліклінічних закладах, т. зв. «неотложка»). У разі коли служба невідкладної допомоги не може прийняти виклик, диспетчер направляє до пацієнта бригаду екстреної (швидкої) медичної допомоги, яка не зайнята на момент виклику екстреним випадком (наприклад, ДТП, інсульт, передчасні пологи). Тобто в будь-якому випадку хворий отримає належну медичну допомогу у себе вдома або, в разі необхідності, буде госпіталізований до закладу охорони здоров’я.